# Чуперчень (Телеорман)
Чуперчень, Чуперчені (рум. Ciuperceni) — село у повіті Телеорман в Румунії. Входить до складу комуни Чуперчень.
Село розташоване на відстані 120 км на південний захід від Бухареста, 40 км на південний захід від Александрії, 109 км на південний схід від Крайови.

## Населення
За даними перепису населення 2002 року у селі проживали 1105 осіб. Рідною мовою 1102 особи (99,7 %) назвали румунську.
Національний склад населення села:
| Національність | Кількість осіб | Відсоток |
| -------------- | -------------- | -------- |
| румуни         | 1085           | 98,2 %   |
| цигани         | 20             | 1,8 %    |